# Directo a plancha

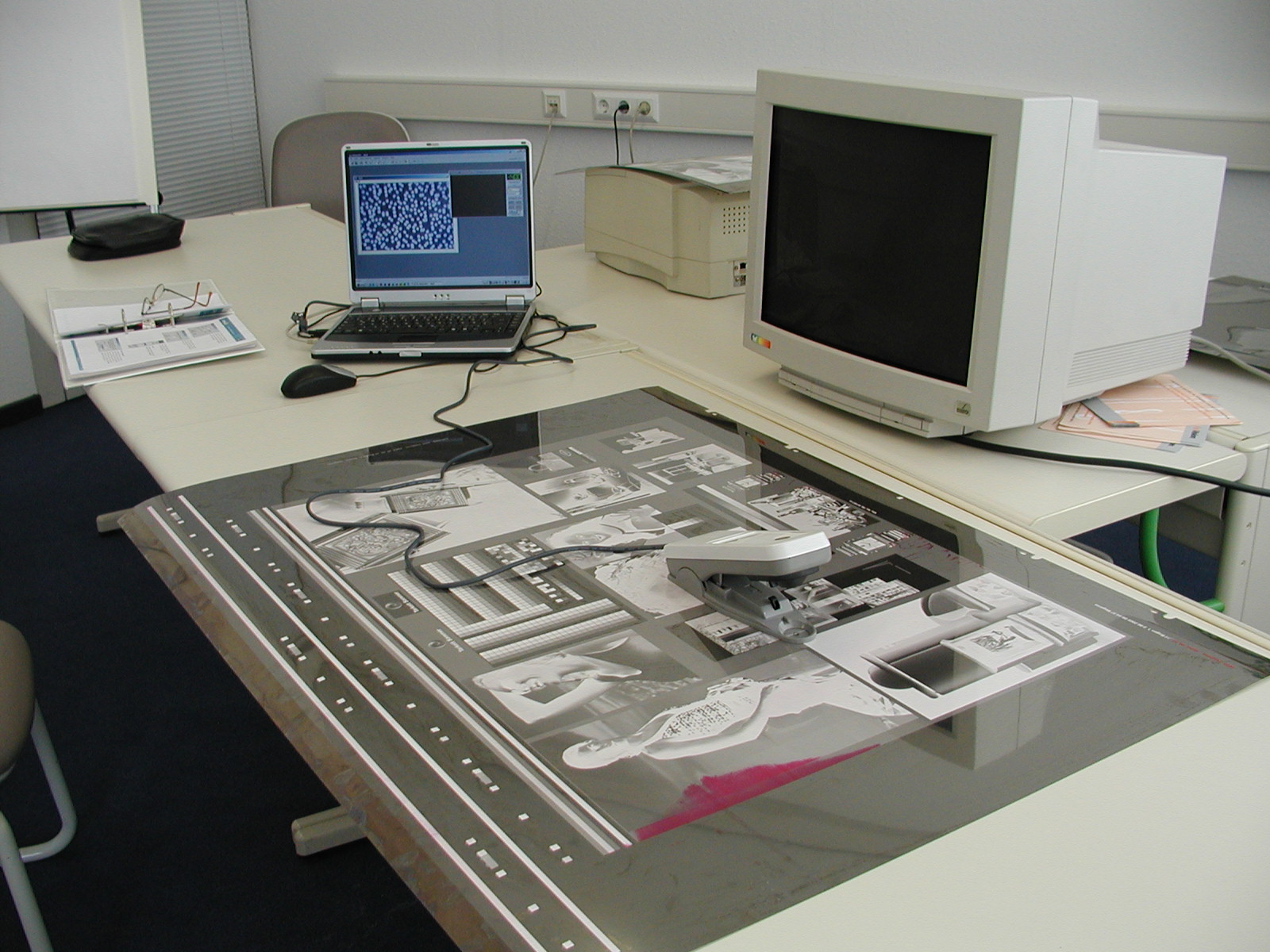
Placa ófset negativa.

Computer to Plate o simplemente CtP es una tecnología de artes gráficas por medio de la cual las placas de offset o flexográfica son copiadas por máquinas manipuladas directamente de un computador, mejorando notablemente el sistema tradicional de copiado de placas por medio de películas fotográficas. En español se traduce como "Directo a Placa" o "Directo a Plancha".

## Funcionamiento de un CtP

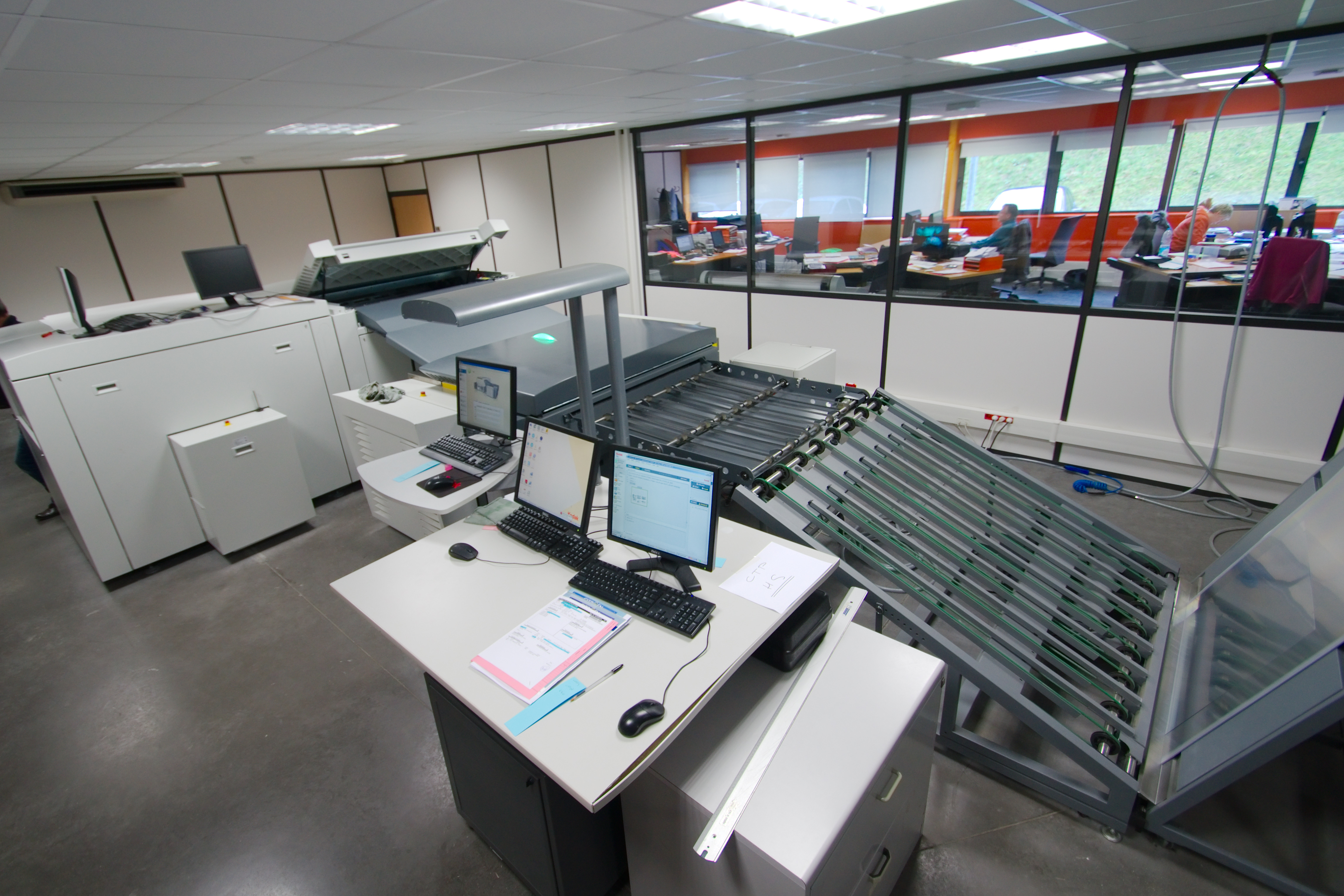
Computer to Plate Kodak Magnus 800 de la imprenta Iropa en Saint-Étienne-du-Rouvray.

Los equipos de Preimpresión llamados CTP, COMPUTER TO PLATE o también PLATESETTERS , producen separaciones de color directamente sobre el Rossell y plancha offset, mediante la acción de haces de luz láser. De esta manera se evita el uso de película y el insolado de planchas, disminuyendo tiempos y costos de preimpresión además una considerable mejora en la calidad de los impresos. Existen dos tecnologías principales y bien diferenciadas: térmica y violeta.

### Tecnología térmica
Los CTP Térmicos utilizan varios haces de luz láser infrarroja (830 nm) para exponer sobre una plancha óffset con emulsión sensible al calor de esa radiación trabajos con diferentes resoluciones, lineaturas y tipos de punto. La mayoría son de "Tambor Externo", es decir que la plancha se monta sobre la cara externa de un tambor que gira a velocidades del orden de las 200 rpm mientras el cabezal láser se mueve a lo largo del tambor exponiendo con todos sus haces de luz láser toda el área de la plancha. La tecnología CTP Térmica fue la que primero se desarrolló (1995), es la de mayor calidad y estabilidad por lo que es la más recomendada para impresión comercial. Se trabaja en ambientes con "luz día" ya que las planchas óffset térmicas no son sensibles a la luz blanca. El revelado de las planchas óffset térmicas es muy similar al de las convencionales, pudiendo incluso utilizarse Procesadoras convencionales para el revelado de las mismas. Existen en el mercado planchas óffset térmicas con proceso sin productos químicos, que se revelan directamente con agua.

### Tecnología Violeta
Los CTP Violetas utilizan un único haz de luz láser violeta (410 nm) para exponer sobre una plancha ófset con emulsión sensible a esa radiación trabajos con diferentes resoluciones, lineaturas y tipos de punto. Como sus antecesores, las Filmadoras (también llamadas Filmsetters o Imagesetters) que exponían sobre una película fotográfica mediante un láser, los CTP Violetas son de "Tambor Interno" o "Capstan" (de cama plana) . En el primer caso la plancha se monta sobre la cara interna de un tambor fijo. Luego, el cabezal de exposición se mueve en forma transversal, mientras el haz de luz láser barre la plancha mediante un sistema compuesto por un espejo montado en el eje de un spinmotor que gira a velocidades del orden de las 30.000 a 50.000 revoluciones por minuto, de esta forma toda el área de la plancha es expuesta. En el caso "Capstan" o "de cama plana" , el sistema es muy similar solo que la plancha se deposita sobre una superficie plana y se mueve mientras el sistema Láser-Spinmotor la barre. Son equipos de mayor productividad que los Térmicos, pero la calidad de preimpresión es más dependientes de las variables del proceso de revelado. Por lo que son más recomendados para impresión de periódicos, aunque también son utilizados, con resultados aceptables para impresión comercial, por pequeños y medianos impresores. Se debe trabajar en ambientes con "luz amarilla" ya que las planchas offset violetas son sensibles a la luz blanca. También existen en el mercado planchas offset violetas con proceso sin productos químicos, que se revelan directamente con agua. Tanto el proceso de estas últimas como el de aquellas que utilizan productos químicos necesita de un precalentado de las mismas para estabilizar y endurecer la imagen de impresión , por lo que se utilizan Proccesadoras especialmente diseñadas para revelar este tipo de planchas. 
Para automatizar aún más el CtP se puede incorporar el revelador junto al CtP para que al ser expuesta la placa sea automáticamente revelada sin la intervención de un operador. Y hasta existen cargadores de placas, donde se incorporan cientos de placas de distintos tamaños y luego el computador seleccionará el indicado para el trabajo.
En el caso del revelador hay dos tipos: unos del tamaño de la pinza de la placa (ejemplo: 1030mm) y otros del tamaño del alto de la placa (ejemplo: 770mm), estos últimos son los más vendidos pues cuestan menos pero los primeros son más usados para los CtP que filman al doble de velocidad (existen CtP con dos láser para reducir los tiempos a la mitad).
La placa al ingresar al CtP es ajustada para que quede perfectamente derecha y la imagen filmada este siempre en el mismo lugar.
El CtP emplea unos espejos que direccionan un rayo láser para copiar las placas, grabando sobre positivo; es decir, el láser golpea las superficies donde no hay imagen, creando puntos perfectos donde sí hay imagen. Luego, la placa es pasada por un químico revelador que retira las áreas expuestas al láser, también se usa agua para neutralizar el químico revelador y luego se incorpora un químico fijador que además engoma a la placa para evitar su oxidación y luego la placa queda lista para usar. Procesos adicionales como el horneado se pueden usar para extender la vida útil de la placa.

## Ventajas
- Registro perfecto, asegurando la coherencia del color
- No hay ganancia de punto, ya que no hay sobreexposición o subexposición
- Tramado Estocástico para obtener medios tonos y tramas de mayor calidad
- Ahorro de tiempo: Una placa de medio pliego está lista en menos de 10 minutos
- La placa de CtP se registra de manera precisa por la propia máquina copiadora, por lo que no quiere guías de pines, como sí con películas negativas. Defectos como polvo, rayaduras u otros se minimizan.
- Las placas CTP reducen el tiempo de alistamiento (conocido mejor como make ready)

## Desventajas
El sistema CtP no representa ninguna desventaja significativa, salvo los costos, que en algunos casos pueden ser el dañado de la placa (que en ese caso debe ser reemplazada por una nueva) o la imposibilidad de hacer cambios o fotomecánica sobre la placa copiada (en el sistema tradicional se podían tapar o enmascarar áreas de las películas y hacer doble exposición). Cabe destacar que una posible desventaja es la formación de "velo" o que el polímero se "vuele" si los valores de láser, zoom, foco y rpm no son los correctos para cada tipo de placa, siendo otro factor importante la elección del líquido para el revelado como así también la temperatura del químico y el tiempo de inmersión.

## Tipos de placas (o planchas)

### Base metálica
Son las de mayor aceptación, puesto que son muy similares a las placas negativas y ofrecen mayor durabilidad. Una placa CtP puede imprimir más de un millón de tiros o ejemplares. Existen tres variedades de placas metálicas: térmicas, ultravioleta, y las de luz visible. La diferencia entre los distintos tipos de plancha es la fuente de energía mediante la que quedan expuestas. Láser térmico para las térmicas (λ = 830 nm), luz ultravioleta para las ultravioleta, y láser de luz visible para las de luz visible, dentro de este grupo lo más común son láseres violeta (tipo DVD) de longitud de onda 410 nm. La elección de un tipo o del otro se respalda en la asesoría del fabricante, más que en la superioridad de una sobre la otra.

### Poliéster
Es una solución económica y más fácil de implementar que las de base metálica, pero solo son recomendadas para tiradas de menos de 20.000 unidades. Estas placas además generan mucha resistencia entre los impresores por su delicadeza.
- Datos: Q1122393
- Multimedia: Computer to Plate / Q1122393